# Den hemmelige Traktat
Den hemmelige Traktat er en dansk stum kriminaldramafilm instrueret og produceret af Alfred Lind for det tyske filmselskab Royal-Film G.m.b.H. i Düsseldorf under originaltitlen Der Geheimvertrag.
Filmen havde dansk premiere den 20. november 1913 i Vesterbro Teater.

## Handling
Udenrigsminister Carr arbejder med en hemmelig traktat, der skal berøve et af Østens riger sin selvstændighed. Traktaten lukkes inde i et pengeskab, der er udstyret med 10 revolvere, der går af, hvis pengeskabet lukkes op af den forkerte. En spion fra Mongoliet har overvåget udenrigsministerens bolig, og spionen mener at vide, at traktaten er rettet mod Mongoliet og han kontakter mongolernes hemmelige klub, der igen kontakter Mongoliets præsident, der herefter sendes sin betroede adjudant, Wladimir Raschauw til Europa. Raschauw ankommer til Europa og den hemmelige klub opfordrer ham til at skaffe traktaten. Et indbrud i Carrs bolig mislykkes, og i stedet lægger Raschauw en ny plan: Raschauw antager ny identitet som fyrst Kanewa, og i denne rolle vil han komme tæt på traktaten. Han møder Carrs forlovede Esther, der er datter af bankdirektør Newill. Under et selskab hos Newill opdager Raschauw, at Newill modtager et brev, der får ham til at blegne. Det lykkes Raschauw at få fat i brevet, der indeholder oplysninger om en uopklaret forbrydelse, som Newill har begået. Raschauw fortæller Esther, at hun skal sørge for at give ham traktaten, og hun åbner pengeskabet sammen med Raschauw, men revolverne går af. Dødeligt såret overleverer Raschauw traktaten til mongolerne inden han udånder, og udenrigsminister Carr sørger over Esthers døde legeme.

## Medvirkende
- Albrecht Schmidt som Udenrigsminister Wilfred Carr
- Philip Bech som Bankdirektør Newill
- Harriet Salomonsen
- Martinius Nielsen som Wladimir Raschauw alias Fyrst Kanewa
- Johannes Meyer som Mongolsk spion
- Harriet Salomonsen som Esther, Newills datter, billedhuggerinde